# مارتن تورنر (عالم مناعة)
مارتن تورنر (بالإنجليزية: Martin Turner)‏ هو عالم مناعة بريطاني، ولد في 3 يونيو 1963.